# Micro Machines 2: Turbo Tournament
Micro Machines 2: Turbo Tournament är ett racingspel från 1994 utvecklat av Supersonic Software och utgivet av Codemasters till Sega Mega Drive. Spelet är uppföljaren till  Micro Machines och baseras på leksaksserien Micro Machines, där spelarna kör racinglopp med små leksaksbilar i olika miljöer. I Micro Machines 2: Turbo Tournament förekommer nya fordon och spellägen och Mega Drive-versionen släpptes på en så kallad ”J-Cart”, en specialkassett som gör det möjligt för åtta tävlande att spela samtidigt utan en flerspelar-adapter.
Utvecklingen påbörjades efter utgivningen av Mega Drive-versionen av originalspelet och fokuset låg på grafiken och fysiken i spelet. Codemasters stod inte för utvecklingen av spelet eftersom programmeraren till det första Micro Machines-spelet inte var tillgänglig. Micro Machines 2: Turbo Tournament porterades till flera olika system, däribland Game Gear och MS-DOS, där det senare innehåller en baneditor. En uppdatering, Micro Machines Turbo Tournament '96 utgavs till Mega Drive 1995 och tillförde baneditorn, nya racingbanor och ett nytt soundtrack.
Spelet fick ett positivt mottagande där recensenter berömde det ökade antalet banor och fordon som genererade återspelningsvärde, men kritik riktades också mot grafiken på några av versionerna. Uppdateringen till Mega Drive togs också emot väl, men några recensenter kritiserade det för att vara för likt originalet. På grund av spelets framgång producerades och utgavs en spinoff, Micro Machines Military, 1996, samt en uppföljare, Micro Machines V3, 1997.

## Spelupplägg
Spelupplägget är identiskt med det tidigare spelet. Loppen ses från ett uppifrån-och-ner-perspektiv och spelare tävlar i miljöer som badrum och biljardbord i fordon som motorbåtar och helikoptrar. Spelet tillför sexton olika fordon. Flera banor innehåller hinder i form av vanligt förekommande hushållsföremål.
Precis som i originalspelet finns spellägena utmaning, "Challenge", och spelare-mot-spelare, "Head-to-head". I utmaningsläget deltar spelaren i en serie lopp mot tre motståndare och måste komma i mål etta eller tvåa för att fortsätta till nästa lopp. Om en tillräckligt bra varvtid fås på de tidiga banorna, vinner spelaren automatiskt racet. Om spelaren placerar sig först tre gånger i rad får denne möjlighet att vinna ett extraliv genom att spela en specialrunda och där samla fordon inom en viss tidsgräns. Spelare-mot-spelare är ett läge som går ut på att få motståndarna tillräckligt långt bakom sig och bli den enda föraren kvar på skärmen. Detta ger föraren en poäng som indikeras på skärmen i form av färgade lampor. Lampan som tänds motsvarar spelarens färg. Om alla åtta lamporna går i samma färg vinner spelaren med den färgen. Om lamporna är olika efter tre lopp, vinner spelaren med flest lampor. Den spelarstyrda föraren har tre liv i båda spellägena. Spelare väljer en figur, vars egenskaper bara påverkar datorstyrda spelare, att spela som innan tävling.
Micro Machines 2: Turbo Tournament innehåller också nya spellägen, ”Leagues”, ”Time Trials”, ”Single Race” och ”Tournaments”. I ”League” tävlar spelare om poäng i ligor. Varje säsong består av fyra race. Spelare med flest poäng vid slutet av säsongen tar sig vidare till nästa division och spelare med minst antal poäng slås ut. ”Time Trial” är läget där spelare kör för sig själva (med undantag av vissa banor där en skuggförare representerar den bästa tiden) mot den bästa varvtiden eller för att träna. I ”Single Race” tävlar spelare i en serie lopp där fordonen börjar i mitten av skärmen och sedan kommer längre ifrån varandra allt eftersom loppet fortskrider. Om ett fordon hamnar utanför skärmen är det utslaget, om fordonet inte har kommit längst. Spelet slutar när bara en förare återstår. ”Tournaments” är organiserade serier av lopp som spelas på liknande vis som ”Single Races”. Vinnaren är den första spelare som vinner ett visst antal gånger.
Det finns också två spellägen enbart för ”Knockout” och ”Share Games”. ”Knockout” innehåller en serie race liknande de i ”Tournaments”, där de som vinner fortsätter till nästa runda medan de som förlorar blir utslagna. ”Share Games” liknar ”Single Race” men fordonen har olika lagfärger och varje lags slutposition avgörs av vilken medlem som presterar bäst.
Spelkassetten J-Cart till Mega Drive har två uttag för spelkontroller som möjliggör spel för åtta spelare i flerspelarläget genom att två spelare samsas om kontrollerna. Game Gear-utgåvan behöll funktionen hos originalet där två spelare kan dela på en kontroll, och två enheter kan kopplas samman. MS-DOS-versionen innehåller en baneditor, som också inkluderades i en uppdatering till Mega Drive.

## Utveckling

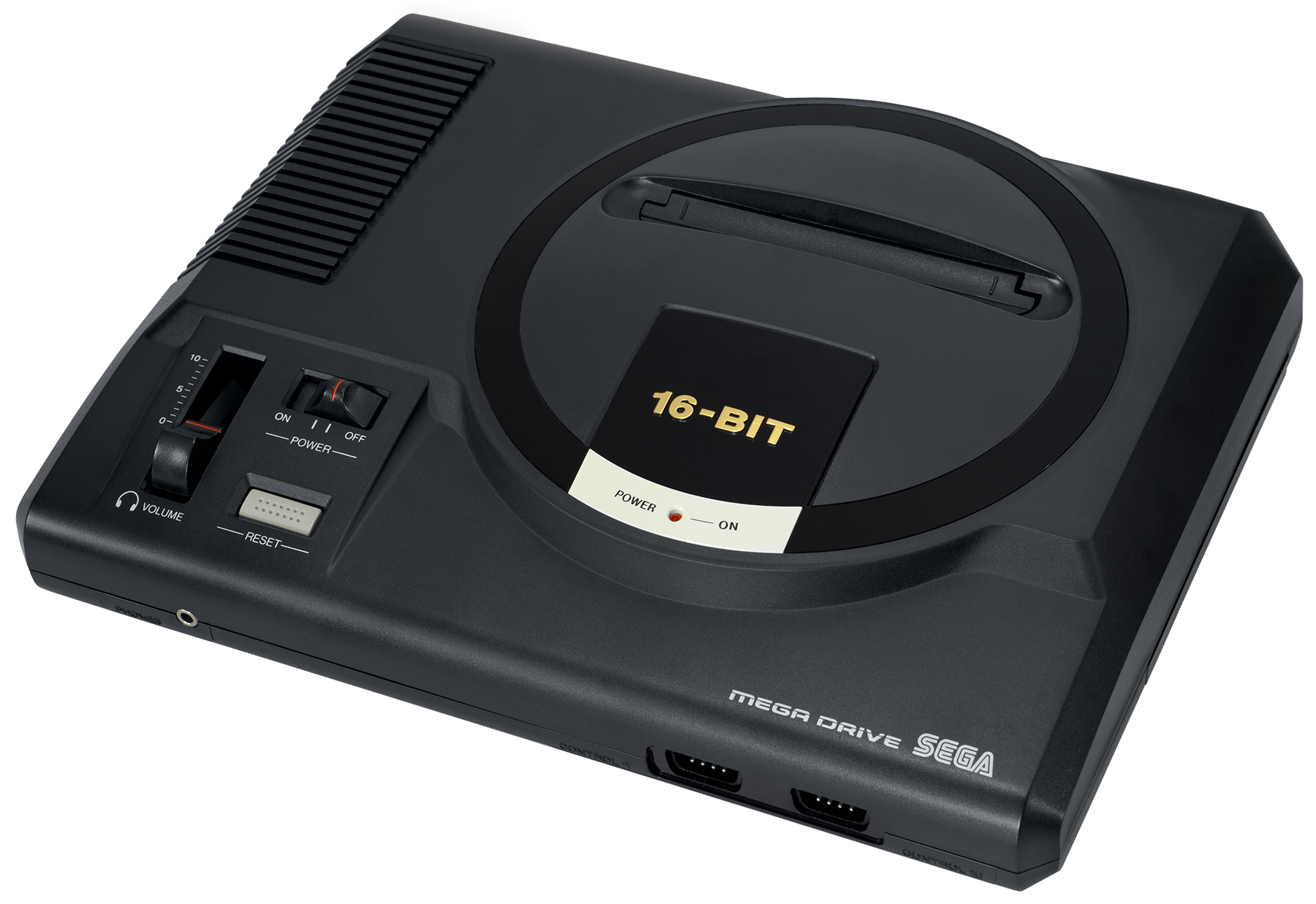
Micro Machines 2: Turbo Tournament släpptes till konsolen Mega Drive.

Andrew Graham, programmerare till originalspelet, hade återvänt till universitet efter dess färdigställande och David Darling, medgrundare av Codemasters, beslöt att de inte kunde vänta till hans examen. Codemasters kontaktade Peter Williamson på Supersonic Software som producerade uppföljaren. Williamson hade precis slutfört spelet Linus Spacehead's Cosmic Crusade och ville göra något nytt. Det var tänkt att uppföljaren skulle återskapa känslan i originalet och tillföra så många nya funktioner som möjligt. Originalspelet användes som referens och koden och grafiken producerades från grunden. Darling ville att det skulle vara mer än en fortsättning av det första spelet.
Utvecklingen påbörjades 1993, strax efter utgivningen av Mega Drive-versionen av det första spelet. Tiden för utgivningen sattes till november 1994. Tidiga beslut i processen rörde fysiken hos fordonen, exempelvis lägre fart för tyngre fordon. Williamson uppgav att teamet ville ha mer variation och djup jämfört med originalet. Delar som däckens friktion och hjullås programmerades för att modifiera fordonens egenskaper. Dessa tillägg ökade storleken på spelet till att bli dubbelt så stort som originalet, men komprimering användes för att undvika behovet av hög lagringskapacitet. Detta mynnade också ut i produktionen av ”J-Cart”-kassetten som gjorde att fyra kontroller kunde kopplas in utan extra hårdvara. David Darling och Richard Darling låg bakom idén med ”J-Cart” och Williamson ansåg att det utökade antalet spelare skulle göra spelet roligare.
Utvecklaren Supersonics fokus låg på grafiken och spellägena för mindre fordon. Spelet avsågs för Mega Drive och ett 8-bitars-utseende blev inte genomförbart. David Darling var inte nöjd med de inledande försöken och fick Supersonic att rita om grafiken. Supersonic bad en annan utvecklare, Big Red Software, om hjälp med grafiken. Merparten av bakgrundsgrafiken gjordes av Mark Neesam genom att använda en Amiga 500. Spelet innehåller mer interaktion med bakgrunden än originalet. Williamsons favoritdetalj i spelet var tvättsvampen i köket, som kräver att spelarna timar rörelserna till och från en plattform. Han gillade också toalettsits-banan. Programledaren Violet Berlin gjorde ett cameo-framträdande i spelet som en av figurerna.
Micro Machines 2: Turbo Tournament släpptes till Mega Drive 1994. Spelkassetten innehåller ett icke-flyktigt datorminnes-chip (NVR) som lagrar varvtider och vinster. Spelet porterades till MS-DOS, Game Gear, Super Nintendo Entertainment System (SNES) och Game Boy. En version till Amiga planerades också. Codemasters stod för utvecklingen till Game Gear-utgåvan som påbörjades i september 1994 och släpptes våren 1995. MS-DOS-versionen utgavs av Gametek den 31 maj 1996. SNES- och Game Boy-versionerna utgavs av Ocean Software.
Efter att spelet sålt i över en kvarts miljon exemplar, släpptes uppdateringen Micro Machines Turbo Tournament '96 till Mega Drive i PAL-regionerna oktober 1995. Den innehöll extra banor, en baneditor och ett nytt soundtrack, och släpptes i J-Cart-formatet där dess NVR-chip också lagrar banor. På grund av dess framgångar ombads Supersonic utveckla Micro Machines Military som släpptes 1996 till Mega Drive och innehöll militärfordon med vapen. Andrew Graham återvände för att utveckla Micro Machines V3 som utgavs 1997. Micro Machines 2: Turbo Tournament paketerades tillsammans med originalspelet och släpptes till Game Boy Color 2000.

## Mottagande
| Mottagande               | Mottagande                                                 |
| Recensionsbetyg          | Recensionsbetyg                                            |
| Publikation              | Betyg                                                      |
| ------------------------ | ---------------------------------------------------------- |
| Computer and Video Games | 94% (Mega Drive) 90% (Turbo Tournament 96)                 |
| Edge                     | 8/10 (Mega Drive)                                          |
| Gamespot                 | 8/10 (MS-DOS)                                              |
| Gamesmaster              | 97% (Mega Drive)                                           |
| Mean Machines Sega       | 95% (Mega Drive) 93% (Game Gear) 92% (Turbo Tournament 96) |
| Player One               | 97% (Mega Drive) 92% (Game Gear) 95% (Turbo Tournament 96) |
| Consoles +               | 90% (Game Gear) 93% (SNES)                                 |
| Mega Fun                 | 75% (Game Gear) 83% (Turbo Tournament 96)                  |
| Joypad                   | 86% (SNES) 81% (Turbo Tournament 96)                       |
| Power Play               | 79% (MS-DOS)                                               |
| Coming Soon Magazine     | 91% (MS-DOS)                                               |

Micro Machines 2: Turbo Tournament fick ett gott mottagande. Recensenter var imponerade över J-Cart-kassetten och de extra banorna och fordonen. Mark Patterson på Computer and Video Games berömde Mega Drive-versionens J-Cart-kassett som gjorde det möjligt för mer än två spelare att spela utan extra hårdvara och beskrev spelet som ”grymt briljant!”. Recensenten på tidskriften Edge sade att de extra fordonen, banorna och spellägena ökade återspelningsvärdet i både enspelar- och flerspelarläget. Skribenterna på Gamesmaster hyllade det beroendeframkallande i spelet och kommenterade att det var bland de bästa eller högst rankade spelen de hade spelat. En recensent på Mean Machines Sega tyckte att spelet överträffade deras förväntningar och instämde i andra åsikter som lovordade återspelningsvärdet som fanns hos de extra banorna och fordonen. Player One's recensent sade att animationen saknade långsamma delar och spelbarhet.
Game Gear-versionen fick positiva recensioner, där jämförelser gjordes med Mega Drive-utgåvan. En recensent på Consoles + beskrev att dess musik påminde om Mega Drive-soundtracket och berömde animationen. Mean Machines Sega's recensent omnämnde Game Gear-versionen som ”precis lika spelbar som Mega Drive-klassikern, men kritiserade skärmuppdateringen och sade att den ”gör det lite grumligt”. Player One's recensent lyfte fram originaliteten på banorna, men beskrev ljudet som genomsnittligt. En recensent på den tyska tidskriften Mega Fun tyckte att flerspelarläget var bättre med två enheter sammankopplade, än två spelare som delar på en.
Liknande beröm gavs till de andra versionerna. Consoles + lovordade SNES-versionens funktion för fyra spelare och tilläggen i spellägen och banor. Den franska tidskriften Joypad's recensent berömde flerspelarläget och fordonens manövrerbarhet. Power Play's recensent lyfte fram MS-DOS-utgåvans variation. Vince Broady på Gamespot hyllade det ”förträffliga” spelupplägget, men klagade på att CD-soundtracket var repetitivt och att grafiken inte var lika bra som hos konkurrenterna. Coming Soon Magazine's recensent beskrev spelupplägget i positiva ordalag och berömde baneditorn och sade att den ökade spelbarheten. Steve Bauman på Computer Games Strategy Plus hade blandade känslor kring spelet och sade att det var både ”ytligt” och ”underhållande”.
Den uppdaterade Mega Drive-versionen togs också emot väl, men vissa ifrågasatte dess status som en separat speltitel. Baneditorn beskrevs av Gary Lord på Computer and Video Games som ”en originell idé”, men uttryckte att det inte fanns mycket annat jämfört med originalspelet och beskrev de extra banorna som ”mer av samma”. Joypad instämde i berömmet kring baneditorn och de ytterligare banorna och sade att spelet gav ”ett intryck av déjà vu”. Mean Machines Sega's recensent intog en annan hållning. Han tyckte att baneditorn lade till ”en helt ny dimension”, men frågade om spelare vilja ha spelet om de redan hade originalet. Player One nämnde att det introducerade innovationer som adderar till intresset kring spelet. En recensent på Mega Fun berömde det ”exemplariska” spelupplägget, men sade att baneditorn var den enda förnyelsen.